# Dĩnh Xuyên
Dĩnh Xuyên (chữ Hán: 潁川, nhưng trong thời kỳ từ Tần Hán cho tới thời Tây Tấn thường được viết là 穎川, còn trong thời kỳ Nam–Bắc triều thì thường viết thành 𩒠川) là một địa danh hành chính cấp quận từ thời Tần đến thời Đường tại Trung Quốc, nay thuộc trung bộ tỉnh Hà Nam (Trung Quốc). Nguyên nơi đây có dòng sông Dĩnh chảy xuyên qua mà có tên này.

## Lịch sử
Nguyên xưa đây là đất của nước Hàn thời Chiến Quốc ở Trung Quốc. Sau khi Tần Thủy Hoàng thống nhất Trung Nguyên, đã chia toàn quốc thành 36 quận (sau đó tăng lên 40), và Dĩnh Xuyên trở thành một trong 36 quận xứ hành chính đầu tiên của Tần.
Quận Dĩnh Xuyên bấy giờ gồm các huyện Hứa (nay là quận KIến An), Dương Địch (nay là Vũ Châu), Trường Xã (nay là Trường Cát), Yên Lăng, Tương Thành... với trị sở ở Dương Địch; gần tương ứng với các đơn vị hành chính gồm Hứa Xương, Bình Đỉnh Sơn, Tháp Hà, Đăng Phong thuộc tỉnh Hà Nam ngày nay.

## Nhân vật nổi bật
- Tiều Thác, chính trị gia thời Tây Hán, người khởi xướng việc kiến nghị việc giảm quyền lực các chư hầu, nguyên do dẫn đến loạn bảy nước.
- Ninh Thiếu Tôn, sử gia thời Tây Hán.
- Đỗ Mật, danh thần thời Đông Hán, bị giết trong họa đảng cố.
- Lưu Đức Thăng, nhà thư pháp thời Đông Hán, người sáng lập bút pháp Liễu hành thư.
- Hồ Chiêu, nhà thư pháp, học trò của Lưu Đức Thăng.
- Hí Chí Tài, mưu sĩ của Tào Tháo thời kỳ đầu.
- Quách Gia, mưu sĩ kiệt xuất của Tào Tháo.
- Tuân Thục, danh nho thời Đông Hán, sinh được 8 người con trai đều có tiếng danh sĩ.
- Tuân Sảng, danh nho Đông Hán, con Tuân Thục,
- Tuân Duyệt, sử giam con Tuân Sảng.
- Tuân Úc, người đứng đầu trong Ngũ đại mưu sĩ của Tào Tháo.
- Tuân Xán, nhà huyền học gia thời kỳ đầu, con Tuân Úc.
- Tuân Du, một trong Ngũ đại mưu sĩ, cháu Tuân Úc.
- Chung Hạo, danh nho Đông Hán.
- Chung Do, nguyên lão trọng thần nhà Tào Ngụy, cháu Chung Hạo, học trò Lưu Đức Thăng.
- Chung Hội, tướng lĩnh Tào Ngụy, giữ vai trò quan trọng trong việc tiêu diệt Thục Hán.
- Tư Mã Huy, danh sĩ cuối thời Đông Hán.
- Từ Thứ, mưu sĩ, trước cho Lưu Bị, sau cho Tào Tháo.
- Trần Quần, đại thần nhà Tào Ngụy, người đề xuất xây dựng hệ thống cửu phẩm.
- Tảo Chi, mưu thần của Tào Tháo, người đề xuất chế độ đồn điền.